# アルヴィン・クックス
アルヴィン・D・クックス（Alvin D. Coox、1924年3月8日 - 1999年11月4日）は、アメリカ合衆国の軍事史家。

## 生涯
クックスは、ニューヨーク大学にて学士を、ハーバード大学にて歴史学の博士号を取得した。クックスは、1940年代、ハーバード大学やジョンズ・ホプキンス大学で教鞭を取った後、アメリカ空軍の情報分析官として15年間、滞日した。1964年から1995年まで、クックスはサンディエゴ大学で教鞭を取り、さらに1985年から1987年まで、サンディエゴの海軍大学校の外部教授の地位にあった。
クックスは、ほとんど忘れられていた日本とソ連の軍事衝突であるノモンハン事件についての包括的な研究書を著したことで殊に知られている。ノモンハン事件は1939年8月の10日間の戦闘だけで数万人もの死者を出し、日本軍は完全な敗退を喫し、日本の満州からのモンゴルへの侵攻の試みはこれをもって終わった。クックスによれば、日本はこれを機に、ソ連とのさらなる軍事衝突を恐れ、まだ対処しやすいと思われていたアメリカとの対立に向かっていった。
クックスは同僚に、ノモンハンに関する彼の本は35年間の研究と400回以上のインタビューの結果であると語った。
クックスはアメリカだけでなく日本においても軍事史家としての名声を獲得した。
1986年、クックスは特にノモンハン事件の研究書が評価され、アメリカの軍事史学における学術賞であるサミュエル・エリオット・モリソン賞（en:Samuel Eliot Morison Prize）を受賞している。

## 主要著作
- Nomonhan: Japan against Russia 1939, 2 Bände, Stanford University Press 1988
岩崎俊夫訳『ノモンハン―草原の日ソ戦 1939』朝日新聞社（上・下）、1989年／朝日文庫（全4巻）、1994年
- Japan. The final agony, Ballantine Books 1970
加藤俊平訳『天皇の決断　昭和20年8月15日』サンケイ新聞社〈第二次世界大戦ブックス〉、1971年
- The anatomy of a small war: the Soviet-Japanese struggle for Changkufeng-Khasan, 1938, Greenwood Press 1977
岩崎俊夫・岩崎博一訳『張鼓峯事件　もう一つのノモンハン　1938年の日ソ紛争の考察』原書房、1998年
- mit Saburo Hayashi: Kōgun, the Japanese Army in the Pacific War, Quantico, US Marine Corps 1959, Greenwood Press 1978
- Tojo, Ballantine Books 1975
- The unfought war : Japan, 1941-1942, San Diego State University Press 1992